# Bobacella ornata
Bobacella ornata är en insektsart som beskrevs av Alexander Fyodorovich Emeljanov 1962. Bobacella ornata ingår i släktet Bobacella och familjen dvärgstritar. Inga underarter finns listade i Catalogue of Life.